# پرستونویل (کنتاکی)
پرستونویل (به انگلیسی: Prestonville) شهری در ایالت کنتاکی کشور ایالات متحده آمریکا است که جمعیت آن در سرشماری سال ۲۰۱۰ میلادی، ۱۶۱ نفر بوده‌است.